# Teatre Gesher
El Teatre Gesher (en hebreu: תיאטרון גשר) (transliterat: Teatron Gesher) és un teatre que es troba en la ciutat de Jaffa en el Districte de Tel Aviv a l'Estat d'Israel. Les seves obres són interpretades en els idiomes hebreu i rus. Gesher significa pont en hebreu.

## Història del Teatre
El teatre Gesher va ser creat l'any 1991 per un grup d'expatriats de l'antiga URSS. En 1990, un grup de joves actors que estudiaven a la capital russa Moscou, amb el director Yevgeny Arye, juntament amb el seu mestre van emigrar a Israel. En arribar al país, el grup va ser reforçat amb actors procedents dels teatres de Moscou, Sant Petersburg i Riga. El teatre va obrir les portes representant l'obra teatral "Rosencrantz i Guildenstern han mort" de l'autor Tom Stoppard, traduïda per Joseph Brodsky.
L'any de la creació del teatre, la comunitat parlant de l'idioma rus a Israel va assolir la xifra de 400.000 persones, però el teatre Gesher no es limitava tan sols al públic de la comunitat de persones parlants de rus. Un any més tard, Gesher va començar a representar actuacions en hebreu. Durant diversos anys cada actuació tenia dues versions, una en idioma rus, i una altra en hebreu (actualment totes les obres són representades tan sols en idioma hebreu amb subtítols en rus.
En el repertori del teatre hi ha representacions d'obres russes clàssiques d'autors com: Fiódor Dostoievski, Aleksandr Ostrovski, Anton Txékhov, Maksim Gorki, i obres clàssiques europees d'autors com: Molière, William Shakespeare, Carlo Goldoni, Friedrich Schiller, i Bertolt Brecht. En 1997, al teatre Gesher li va ser concedit el premi de l'Estat d'Israel. El director musical del teatre és el compositor israelià d'origen estonià, Avi Nedzvetsky, més conegut pel seu pseudònim creatiu, Avi Benjamin.